# Tananger
Tananger is een plaats in de Noorse gemeente Sola, provincie Rogaland. Tananger telt 5860 inwoners (2007) en heeft een oppervlakte van 3,37 km².